# 偶力
偶力（ぐうりょく、英: couple）とは、物体の特に剛体に加わる力で、和が 0 で力のモーメントが 0 でないものを指す。
偶力は力の組み換えによって大きさが等しく反平行（平行かつ逆向き）な2つの力に還元できる。これらの力の作用線は互いに交わらない平行な2直線となる。剛体に加わる力は剛体の質量中心に加わる並進運動を促す一つの力と、回転運動を促す一対の力のなす偶力に置き換えることができる。

## 単純な例
2つの力で構成される偶力（couple）を特に simple couple と呼ぶ。任意の偶力はこの simple couple に置き換えられる。
simple couple に対応する力のモーメントの大きさ N は2つの力のなす作用線の距離 d と一方の力の大きさ F の積 N = dF となる。モーメントの向きは偶力によって生じる回転軸と平行であり、2つの作用線を含む平面に垂直な向きとなる。一般的なベクトル積と同じく具体的なモーメントの向きは右手の法則に従い、作用線を含む平面を上から見た際に偶力が反時計回りに働く方を上向きに取る。

## 基準点の独立性
力のモーメントはある基準点 P に対して定義される。一般に基準点が異なればモーメントも異なるが、偶力のモーメントは基準点に依存せず、どの点に対しても同じモーメントを与える。偶力のモーメントは基準点によらないため、一般の力のモーメントと異なり自由ベクトル（free vector）と見なせる。この事実はバリニョンの第2モーメント定理（Varignon's second moment theorem）として知られる。
基準点 P まわりの力のモーメント {\displaystyle {\boldsymbol {N}}_{\mathrm {P} }} は以下のように定義される：
{\displaystyle {\boldsymbol {N}}_{\mathrm {P} }={\boldsymbol {r}}_{\mathrm {P} }\times {\boldsymbol {F}}}
ここで {\displaystyle {\boldsymbol {r}}_{\mathrm {P} }} は基準点 P から作用点へ伸びる位置ベクトル、{\displaystyle {\boldsymbol {F}}} は作用点に働く力である。
一方で基準点 Q に対する力のモーメントは、点 P から点 Q へ伸びるベクトルを a とすれば、{\displaystyle {\boldsymbol {r}}_{\mathrm {Q} }={\boldsymbol {r}}_{\mathrm {P} }-{\boldsymbol {a}}} であり、
分配法則を使って
{\displaystyle {\boldsymbol {N}}_{\mathrm {Q} }={\boldsymbol {r}}_{\mathrm {P} }\times {\boldsymbol {F}}-{\boldsymbol {a}}\times {\boldsymbol {F}}}
と書ける。右辺第一項は P まわりのモーメントに等しく、
{\displaystyle {\boldsymbol {N}}_{\mathrm {Q} }={\boldsymbol {N}}_{\mathrm {P} }-{\boldsymbol {a}}\times {\boldsymbol {F}}}
が成り立つ。
点 Q まわりの2つの力のモーメントの和は、
{\displaystyle {\boldsymbol {N}}_{\mathrm {Q} }^{(1)}+{\boldsymbol {N}}_{\mathrm {Q} }^{(2)}=({\boldsymbol {N}}_{\mathrm {P} }^{(1)}+{\boldsymbol {N}}_{\mathrm {P} }^{(2)})-{\boldsymbol {a}}\times ({\boldsymbol {F}}^{(1)}+{\boldsymbol {F}}^{(2)})}
となる。2つの力の和が 0 なら第2項は 0 となるため、点 Q のまわりの力のモーメントは点 P のまわりの力のモーメントの和と一致する。従って偶力のモーメントは基準点によらず定まる。
同様の方法で N 個の作用点に対する力のモーメントについても、合力が 0 なら（すなわち N 個の力の組が偶力をなすなら）モーメントは基準点によらないことが示せる。

## 力と偶力

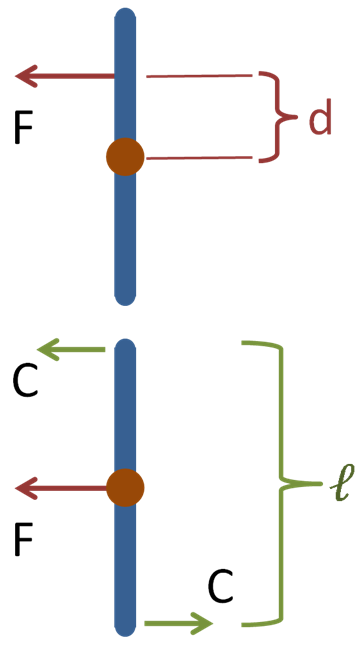

質量中心から距離 d の剛体にかかる力 F は、質量中心に直接かかる同じ力と偶力 Cℓ = Fd と同じ効果を持つ。この偶力は、剛体の角加速度を偶力の平面に対して直角に発生させる。質量中心にかかる力は、向きを変えずに力の方向に物体を加速させる。
一般に、以下の定理が成り立つ。
1. 剛体の任意の点O′に働く単一の力は、「任意の点Oに働く等しく平行な力F」と「そのモーメントが M＝Fd （d はO と O′ の分離）である F に平行な力を持つ偶力」とに置き換えることができる。
  - 逆に、偶力と偶力の平面上の力は、適切に配置された1つの力に置き換えることができる。
2. どの偶力も、同じ平面上で同じ方向とモーメントを持つ別のカップルに置き換えられ、任意の力と任意の腕（arm）を持つことができる[3]。

## 応用
機械工学に多く応用される。例えば、以下の例がある。
- ドライバーにかかる手のひらの力
- ドライバーの先端がネジの頭部に及ぼす力
- 回転するプロペラに働く抗力
- 一様電場中の電気双極子に働く力
- 宇宙船の反力制御装置
- ステアリングホイールにかかる手の力

液晶では、ディレクタと呼ばれる光軸が回転することで、これらの化合物の機能が発現する。例えば、アメリカ合衆国の数学者ジェラルド・エリクセン（Jerald Ericksen）はこう説明している。
一見すると、力学ではなく、光学や電子工学がそれに関係しているように思われるかもしれない。実は、光学的挙動の変化などは、配向の変化と関連している。これらは偶力によって次々に生み出される。非常に大雑把に言えば、偶力を応用して、ワイヤーを曲げるのと同じようなものである。（At first glance, it may seem that it is optics or electronics which is involved, rather than mechanics. Actually, the changes in optical behavior, etc. are associated with changes in orientation. In turn, these are produced by couples. Very roughly, it is similar to bending a wire, by applying couples.）